# Таку Сигэфуми
Таку Сигэфуми (яп. 多久 茂文, 17 января 1670 — 11 октября 1711) — самурай княжества Сага периода Эдо, 4-й глава рода Таку.

## Биография
Четвёртый сын Набэсимы Мицусигэ, 2-го даймё Саги, и его наложницы Рэн. Сигэфуми был усыновлён Таку Сигэнори, 3-м главой рода Таку и владетелем деревни Таку. В 1686 году он занял пост главы семьи.
Таку Сигэфуми обучался у конфуцианцев Такэтоми Кансукэ и Санэмацу Мотобаяси и позже в 1699 году основал конфуцианские школы Тогэн-сёся и Таку-сэйбё. Набэсима Наохидэ, третий сын Набэсимы Мототакэ, после женитьбы на старшей дочери Тиэко был усыновлён Сигэфуми, и получил имя Таку Сигэмура.
В 1711 году Таку Сигэфуми умер. Сигэмура стал 5-м главой рода Таку после смерти Сигэфуми, но когда его старший брат Набэсима Мотонобу, 4-й даймё Оги, умер в 1714 году, он сменил имя на Набэсима Наохидэ и стал 5-м даймё Оги. В результате, Таку Сигэаки, который был женат на Со, второй дочери Сигэфуми, стал следующим главой Таку.

## Семья
Был женат на Хикоити, дочери Набэсимы Наотаки.
Дети от неизвестной матери:
- Тиэко, старшая дочь, жена Набэсимы Наохидэ
- Со, вторая дочь, жена Таку Сигэаки